# Marathyssa procera
Marathyssa procera là một loài bướm đêm trong họ Noctuidae.